# NN-273
La carretera NN‑273 es una vía departamental secundaria ubicada en el municipio de Somotillo, en el departamento de Chinandega, Nicaragua. Esta carretera conecta zonas rurales agrícolas del occidente del municipio y sirve como vía complementaria a la NN‑272. A pesar de que su longitud y condiciones de pavimentación no han sido confirmadas oficialmente, está registrada en el MTI como parte de la red vial departamental.

## Trazado y cruces
La siguiente tabla muestra su recorrido, localidades y principales conexiones:
| km  | Localidad                  | Departamento | Conexión / Ruta |
| --- | -------------------------- | ------------ | --------------- |
| 0.0 | Sector norte de Somotillo  | Chinandega   |                 |
| —   | Comunidad rural intermedia | Chinandega   |                 |
| —   | Zona rural occidental      | Chinandega   |                 |